# Pristimantis zoilae
Espèce
Synonymes
- Eleutherodactylus zoilae Mueses-Cisneros, 2007

Statut de conservation UICN

 EN  : En danger
Pristimantis zoilae est une espèce d'amphibiens de la famille des Craugastoridae.

## Répartition
Cette espèce est endémique du département de Putumayo en Colombie. Elle se rencontre dans les municipalités de Santiago et de San Francisco entre 2 060 et 2 550 m d'altitude à l'extrême Sud de la cordillère Orientale.

## Étymologie
Cette espèce est nommée en l'honneur de Zoila Rosa Cisneros, la mère de Jonh Jairo Mueses-Cisneros.

## Publication originale
- Mueses-Cisneros, 2007 : Two new species of the genus Eleutherodactylus (Anura: Brachycephalidae) from Valle de Sibundoy, Putumayo, Colombia. Zootaxa, no 1498, p. 35-43.